# Срећа (филм из 1965)
Срећа (фр. Le Bonheur) је француски драмски филм из 1965. у режији Ањес Варде. Филм је повезан са француским новим таласом и освојио је две награде на 15. Берлинском међународном филмском фестивалу, укључујући и Гран При жирија. Срећа представља трећи дугометражни Вардин филм.

## Заплет
Франсоа, згодан млади столар који ради за свог стрица, живи удобним и срећним животом у браку са својом лепом супругом Терезом, кројачицом, са којом има двоје дивне деце, Пјероа и Жизу. Иако је пронашао обиље среће у свом животу и неоспорно воли своју жену и децу, Франсоа се заљубљује у Емили, привлачну слободну жену која ради у пошти, која има свој стан и веома личи на Терезу.
На излету у шуми једног викенда, Тереза пита Франсоа зашто се чини тако посебно срећним у последње време. Објашњава да се сва његова постојећа срећа са њом и децом ни на који начин није променила, већ је увећана новом срећом коју је пронашао са Емили. У почетку је узнемирена због открића, али онда то прихвата, говорећи да је њен свет његова срећа. Стављајући децу да спавају под дрветом, Тереза подстиче Франсоа да води љубав са њом. Након тога заспи и, пробудивши се, он види да Терезе нема. Очајнички је тражи и проналази њено тело које су пецароши извукли из језера.
Након чаролије на селу, где рођаци чувају децу, Франсоа се враћа на посао и тражи Емили. Ускоро она живи у његовој кући и брине о њему и деци. Породица је веома срећна заједно и воли да иде на излете у шуму ван града. Поново је нашао срећу у свом животу, неоспорно волећи своју нову жену и децу.

## Улоге
- Жан-Клод Друо као Франсоа
- Клер Друо као Тереза
- Оливије Друо као Пјеро
- Сандрине Дроу као Жизу
- Мари-Франс Боје као Емили Савињак
- Марсел Фер-Бертен
- Манон Ланкло
- Силвија Сорел
- Марк Еро
- Кристијан Риј
- Пол Векијали као Пол

## Пријем
У одавању почасти Ањес Варди 2019. године, Шила Хети, АС Хамрах и Џени Шамарет уврстиле су филм Срећа међу своје омиљене Вардине филмове, а Шармарет га је навела као свог омиљеног и описала га као „као ништа друго до: хорор филма умотаног у сунцокрете; узнемирујућа феминистичка дијатрима која је певушила мелодију љубавне баладе. То је један од најстрашнијих филмова које сам икада гледала." Хамрах је назвао филм „Вардиним најшокантнијим филмом“, додајући да је „дубоко субверзиван и делује као хорор филм... Колико филмова је заиста шокантно као овај? Мислим да нема других“. Док је Хети изјавила: „Немам фаворита, али онај о коме најчешће размишљам је вероватно Срећа јер је имао тако разоран завршетак. Можда је најједноставнији у смислу приповедања, али заиста радикалан – емоционално радикалан, кад дође крај...Немогуће је престати са размишљањем о овом крају и ономе што он говори о љубави, животу, хаосу и судбини."